# 중국-소련 분쟁 (1929년)
1929년의 중국-소련 분쟁(중국어 간체자: 中東路事件) 또는 중동로 사건(러시아어: Конфликт на Китайско-Восточной железной дороге)은 소련과 중화민국의 군벌이었던 장쉐량이 동청 철도를 두고 싸운 전쟁이다.
이 분쟁은 개혁된 붉은 군대의 첫 실전으로, 최신 전문적인 방식으로 조직되었으며, 만주 국경 지대에 156,000명의 병력을 동원해 파병했다. 붉은 군대와 국경 수비대의 현역 병력과 극동 예비군의 소집을 합쳐, 소련군 약 5분의 1이 국경으로 배치되었고, 이는 러시아 내전 (1917년~1922년)과 겨울 전쟁 (1939년-1940년) 사이에 벌어진 소련이 참전한 전쟁 중 가장 규모가 큰 싸움이었다.
1929년 중국 동북군은 동청 철도를 독점하기 위해 이 지역을 점령했지만, 소련은 이에 군사 개입으로 대응했고, 전쟁 결과 중국과 소련이 공동으로 철도를 관리한다는 원래 조건이 재확인되었다. 이 분쟁 동안 소련은 중국으로부터 볼쇼이우수리스키섬(중국어 간체자: 黑瞎子岛) 전체를 완전히 장악했고, 섬에 대한 군사 점령은 2004년에 러시아가 섬의 서쪽 절반을 중국에 반환하기로 합의한 1991년 중소국경협정까지 계속되었다.

## 배경
1919년 7월 25일, 소련 정부의 외무인민위원 대리인 레프 카라한은 중국 정부에 동청 철도 (CER)를 아무런 재정적 비용 없이 중국에 반환하겠다는 성명서를 발표했다. 8월 26일, 개정된 카라한 성명서가 소련 언론에 발표되었으나, 이 문서에는 동청 철도의 중국 반환이나 재정적 보상 부족에 대한 언급이 없었다.
원래의 카라한 전문과 함께 중국은 빌렌스키 소책자를 증거로 가지고 있었다. 빌렌스키 소책자는 또한 소련이 보상 없이 동청 철도를 중국에 이전할 의사가 있음을 중국에 보여주었다. 7월 25일 카라한 전문은 소련의 원래 의도가 보상 없이 동청 철도를 중국 통제하에 반환하는 것이었음을 보여주었다. 7월 25일 전문은 중국 정부의 외교적 요구 사항을 충족시켰지만, 8월 26일 전문은 소련의 선전 요구 사항을 지키기 위해 발표되었다.
1929년 중국의 동청 철도 적대적 인수를 밝히는 첫 번째 주요 단계는 1924년 3월 14일의 비밀 의정서와 1924년 9월 20일의 비밀 협정을 이해하는 것에서 시작되었다. 비밀 의정서는 회의가 소집될 때까지 소련과 중국 간의 모든 이전 협약, 조약, 의정서, 계약 및 문서를 무효화한다고 명시했다. 이는 모든 조약, 국경 관계 및 상업 관계를 다가오는 회의에 의존하게 만들었다. 이는 결국 소련이 만주에서 가장 강력한 군벌인 장쉐량에게로 눈을 돌릴 시간을 주었다. 그는 현재 선양시로 알려진 도시의 펑톈 정부를 통제하고 있었다. 소련은 중국과의 동청 철도 공동 관리를 먼저 제안했지만, 장쉐량은 공동 관리의 방해가 되었다. 소련은 장쉐량과 거래하기로 결정했다.
1924년 5월 31일, 레프 카라한과 중화민국의 외무부 장관 V. K. 웰링턴 구 박사는 여러 조항을 포함하는 중소 조약을 체결했는데, 제5조에 "철도 내 여러 부서의 인원 고용은 소련과 중화민국의 국민 간 동등한 대표성 원칙에 따라야 한다"고 명시되어 있어 소련에 유리하게 작용했다. 소련은 "동등한 대표성 원칙을 실행함에 있어 철도의 정상적인 생활 과정과 활동은 어떠한 경우에도 방해되거나 손상되어서는 안 되며, 즉 양국 국적자의 고용은 지원자의 경험, 개인적 자격 및 적합성에 따라야 한다"고 덧붙였다.
중국과의 협상이 마무리된 후, 소련은 장쉐량과 거래를 하기 위해 나섰다. 그들은 장쉐량에게 동청 철도 공동 관리 이사회에 참여할 중국 관리들을 전적으로 선택할 권한을 약속했고, 이는 그에게 동청 철도 절반의 통제권을 주게 될 것이었다. 1924년 9월 20일, 그는 중국 정부가 그 해 초에 비밀 의정서를 체결했다는 사실을 모른 채 비밀 협정에 서명했다. 동청 철도는 원래 소련의 통제하에 있었기 때문에 대부분의 직책은 소련의 통제하에 놓일 것이었다. 소련은 그 후 다른 어떤 해결책도 철도를 방해하거나 손상시킬 것이기 때문에 대다수 통제권을 유지해야 한다고 주장했다.
소련은 또한 동청 철도 사장의 꼭두각시 노릇을 했다. 그들은 비밀 의정서를 서로 연관시키고 중국을 제압함으로써 동청 철도의 대다수 통제권을 되찾았다. 소련은 중국이 자국 정부에 충성하는 노동자들을 추가한다고 생각하게 만들었다. 그러나 실제로는 소련이 철도에 더 많은 일자리를 만들고 소련 노동자들을 고용하고 있었다. 결국 소련은 동청 철도 전체 직책의 67%를 통제했다.
중국은 1929년 중반까지 공동 관리를 유지했다. 소련 통제에서 중국 통제로의 변화는 중국 당국이 소련 경영진을 제거하기 위한 급진적인 조치를 취하기 시작했을 때 일어났다. 중국 당국은 하얼빈시의 소련 영사관을 급습하여 동청 철도 총책임자와 그의 조수, 그리고 다른 소련 시민들을 체포하고 동청 철도의 권력에서 제거했다. 소련은 소련 내의 중국 시민들을 체포함으로써 보복했다. 1929년 7월 13일, 소련은 동청 철도에서 벌어지는 일에 대해 중국에 공식적인 요구를 보냈다.
7월 19일, 소련은 중국과의 외교 관계를 단절하고 철도 통신을 중단했으며 모든 중국 외교관에게 소련 영토를 떠날 것을 요구했다.
7월 20일까지 소련은 뉴욕으로 자금을 이전하고 있었다. 쑤이펀허시와 라하수수에서는 소련이 군함의 포를 도시에 겨냥하고 비행기로 공중 비행을 함으로써 중국 민간인들을 위협하고 있었다. 클리멘트 보로실로프와 같은 많은 소련 지도자들은 군사 개입을 촉구했지만, 서기장 이오시프 스탈린은 처음에 만주에 대한 소련의 침공에 대한 일본의 반응을 우려하여 망설였다. 그러나 도쿄도 주재 소련 총영사는 일본이 소련이 북만주로 침공을 제한한다면 분쟁에 개입하지 않을 것이라는 정보를 얻었고, 스탈린은 행동하기로 결정했다.
8월 6일, 소련은 바실리 블류헤르가 지휘하는 적기 특수극동군을 창설하고, 보로실로프가 지원했다. 전체 소련군의 약 5분의 1이 작전에 참여하거나 지원하기 위해 동원되었다. 그렇게 함으로써 그들은 동청 철도를 다시 통제하기 위해 모든 수단을 다할 의지가 있었다. 중국 지도부는 소련이 그렇게 공격적으로 반응할 것이라고 예상하지 못했기 때문에 이러한 사건의 전환에 놀랐다.
장쉐량은 즉시 더 많은 병력을 모집했는데, 가장 중요한 것은 만주에 백계 러시아인으로 살고 있던 수천 명의 반공주의 러시아인들이었다. 일부 백계 러시아인들은 심지어 게릴라 부대를 조직하여 소련으로 전쟁을 확대하기도 했다.

## 분쟁

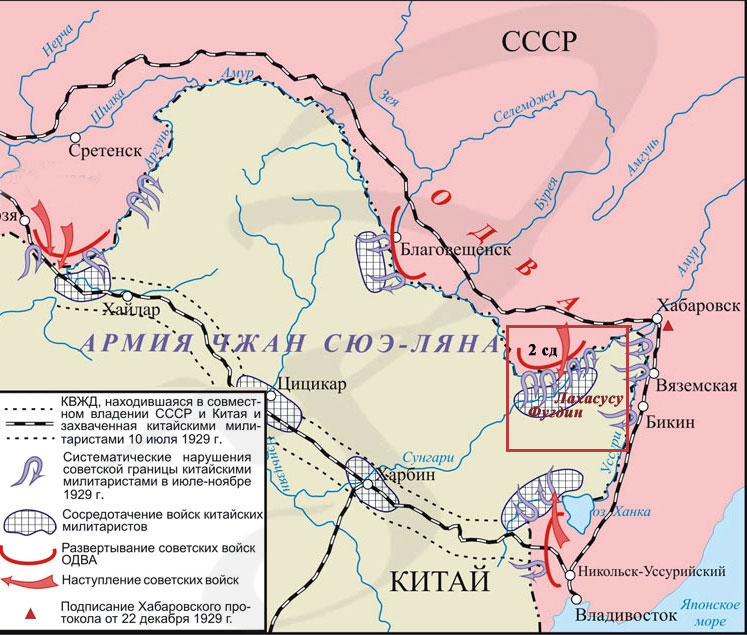
1929년 동청 철도 지역의 군사 작전

7월에 소규모 교전이 발생했지만, 첫 주요 군사 행동으로 간주되지는 않았다. 첫 번째 전투는 1929년 8월 17일 소련이 찰라이너를 공격하면서 일어났다. 중국군은 기관총의 지원을 받는 참호로 후퇴했다. 소련은 이 전투에서 심한 손실을 입었는데, 이는 소련이 그러한 사상자를 겪은 유일한 전투였다.
블류헤르는 이에 따라 두 가지 신속 작전으로 구성된 공세 계획을 수립했다. 첫 번째는 중국 해군을 목표로 하고, 두 번째는 신속한 포위 작전으로 중국 지상군을 격파하는 것이었다. 해군 공격은 10월에 시작되었는데, 소련은 아무르강과 쑹화강을 따라 해군 함대를 진격시켜 라하수수를 점령했다. 이 기동으로 중국군은 다른 위치로 이동했다. 푸진으로 가는 길에 중국군은 만나는 민간인을 모두 죽이고 상점을 약탈했다.
소련은 민간인에게 손대지 않을 것이라고 밝혔고, 중국 민간인들에게 중국군에 맞서 함께 싸울 것을 독려했다. 그들은 또한 민간인 살해를 부인했으며, 군사 물품만 가져갔다고 한다. 모든 민간인 개인 물품은 그대로 두어야 한다는 조건은 엄격히 준수되었다.
11월 17일, 소련은 10개 사단을 동원하여 공격을 두 단계로 나누기로 결정했다. 첫 번째 단계는 만저우리시를 지나 찰라이너 지역을 공격하는 것이었다. 이 지역을 점령한 후, 소련군은 만저우리를 목표로 삼았다.
만저우리에 도착했을 때, 그들은 중국군이 전투 준비가 되어 있지 않고, 중국군이 가옥과 상점을 약탈하고, 민간인 옷을 훔치고, 도망치려 한다는 것을 발견했다. 소련의 전략은 성공적이었다. 11월 26일, 중국은 소련과 조약을 체결할 준비가 되었다. 12월 13일, 많은 논의 끝에 중국은 하바롭스크 의정서에 서명했고, 이는 평화와 현상 유지를 회복시키는 1924년 중소 조약을 의미했다.
중국에 대한 승리는 세계에 눈을 뜨게 해주었다. 분쟁 동안 소련은 라디오와 전단을 사용하여 공산주의 이데올로기를 확산하고 중국군을 혼란시키기 위해 선전을 사용했다. 그들은 소련의 다음 목표 도시인 "그 군사력은 복잡한 조건에서 적군을 전멸시키는 정확한 목표를 달성하기 위해 신속한 행동 설계 방식으로 신중하게 측정된 깊이와 다양성을 결합하고 조정했다."고 중국 사령부를 속임으로써 그렇게 했다.
스탈린은 뱌체슬라프 몰로토프에게 "우리 극동군 병사들이 [중국인들을] 아주 놀라게 했다"고 자랑했다. 이 분쟁은 아시아 지역에 군사적 명성을 되돌려 놓았다. 소련의 승리는 미국, 프랑스, 영국과 같은 서방 국가들로부터도 찬사를 받았다. 이는 서방에 소련이 목표를 달성하기 위해 외교력과 군사력을 모두 사용할 수 있음을 보여주었다.
그러나 일부는 그러한 기술을 사용한 소련을 칭찬했지만, 다른 이들은 합법적인 우려 속에서 그들을 두려워했다. 서방 국가들은 소련이 언젠가 서방 국가를 자신의 게임에서 이길 수도 있다는 것을 두려워했다.
이 분쟁의 영향은 지역에 권력 공백을 남겼고, 이는 일본이 지역을 장악할 수 있는 문을 활짝 열어주었다. 소련군이 중국군을 얼마나 쉽게 물리쳤는지 관찰한 후, 일본은 비슷한 기술을 사용하여 중국군을 격파하고 1931년 선양 사건 이후 만주를 점령했다.

## 여파
일본이 1931년 만주를 침공하고 소련의 영향권을 점령했을 때, 소련은 동쪽에서 일본에 대항할 만큼 여전히 강하지 않았다. 스탈린은 엄격한 중립 정책을 채택했고, 소련은 1935년 3월 23일 만주국 정부에 동청 철도에 대한 권리를 매각했다.

### 중국인의 강제 이주
1928년, 붉은 군대 본부의 참모 대령인 아르세니예프 미하일 미하일로비치(Арсеньев Михаил Михайлович)는 코민테른 극동국에 중국과 한국과의 국경 지역에서 자유 이주를 중단하고 대신 시베리아와 유럽에서 이주민으로 채워야 한다고 조언하는 보고서를 제출했다.
동청 철도를 둘러싼 중소 분쟁으로 양국 관계가 악화되면서, 소련 정부는 1931년부터 중국인의 국경 통과를 막기 시작했다. 중국 주재 소련 외교관들은 모두 소환되었고, 소련 주재 중국 외교관들은 추방되었으며, 양국 간 열차 운행도 중단되었다.
소련은 중국인들을 둥베이로 강제 이주시켰다. 이르쿠츠크, 치타 (러시아), 울란우데의 수천 명의 중국인들이 지역 명령 위반, 세금 탈루 및 기타 이유로 체포되었다. 러시아를 떠날 때, 30루블 이상의 현금을 가지고 국경을 넘는 중국인은 초과액을 당국에 지불해야 했다. 만약 그들이 최소 1,000루블의 현금을 가지고 있다면, 그들은 체포되어 모든 돈을 압수당했다.
1929년 7월 24일 상하이시에 기반을 둔 신문 선바오에 따르면, "블라디보스토크에 살던 약 천 명의 중국인들이 소련 당국에 의해 구금되었다. 그들은 모두 부르주아지라고 했다."고 보도되어 많은 수의 중국인들이 구금되었다. 8월 12일, 신문은 블라디보스토크 감옥에 여전히 1,600~1,700명의 중국인들이 수감되어 있었으며, 그들은 매일 호밀 빵 한 조각을 받았고 다양한 형태의 고문을 당했다고 보도했다. 8월 26일, 신문은 하바롭스크에 구금된 사람들은 매일 빵 수프 한 끼만 먹었으며, 많은 사람들이 참을 수 없는 굶주림 때문에 자살했다고 보도했다. 9월 14일, 신문은 블라디보스토크의 중국인 1,000명이 체포되었으며, 도시에 남은 중국인은 거의 없다고 보도했다. 9월 15일, 신문은 블라디보스토크에서 9월 8일과 9일 동안 1,000명 이상의 중국인이 체포되었으며, 도시에 7,000명 이상의 중국인이 수감되어 있다고 계속 보도했다. 9월 21일, 신문은 "러시아 극동 정부가 체포된 중국인들을 속여 헤이허시와 하바롭스크 사이의 철도를 건설하도록 강제했다. 강제 노동자들은 매일 두 조각의 호밀 빵만 먹었다. 만약 그들이 조금이라도 지체하면 채찍질을 당하여 생사의 기로에 놓이게 된다"고 보도했다.:31
하바롭스크 의정서 서명 후에도 소련 정부는 대부분의 체포된 중국인들을 석방했지만, 중국인들은 소련 정부에 의해 심하게 고문을 당했고, 압수된 중국인들의 소유물은 반환되지 않았으며, 노동자들과 사업가들 사이에 어려운 상황이 발생했고, 물가는 비싸고 생활비는 감당할 수 없었다. 이러한 요인들로 인해 석방된 모든 중국인들은 중국으로 돌아갔다.:31

## 같이 보기
- 하미 혁명
- 신장 침공 (1934년)
- 제1차 신장 반란
- 일리 반란

## 참고 문헌
- Bisher, Jamie (2005). 《White Terror: Cossack Warlords of the Trans-Siberian》. 런던, 뉴욕: 라우틀리지.
- Elleman; Bruce A.; "The Soviet Union's Secret Diplomacy Concerning the Chinese Eastern Railway, 1924–1925"; Journal of Asian Studies, Vol. 53 (1994), S. 459–68.
- Jowett, Philip S. (2017). 《The Bitter Peace. Conflict in China 1928–37》. 스트라우드: Amberley Publishing. ISBN 978-1445651927.
- Lensen, George Alexander; The Damned Inheritance. The Soviet Union and the Manchurian Crises. 1924–1935, Ann Arbor 1974.
- Patrikeeff, Felix; Elleman, Bruce A.; Kotkin, Stephen; Railway as Political Catalyst: The Chinese Eastern Railway and the 1929 Sino-Soviet Conflict, in: Manchurian Railways and the Opening of China: An International History Basingstoke 2002, ISBN 0-333-73018-6
- Patrikeeff, Felix; Russian Politics in Exile: The Northeast Asian Balance of Power, 1924–1931, in: Manchurian Railways and the Opening of China: An International History, Basingstoke 2002, ISBN 0-333-73018-6
- Walker, Michael; The 1929 Sino-Soviet War; Lawrence Ka. 2017 (University Press of Kansas).
- Kotkin, Stephen (2017). 《Stalin: Waiting for Hitler, 1929-1941》. New York: Penguin. ISBN 978-1-59420-380-0.

타임지
| - "C.E.R. Seized" (1929년 7월 22일) - "Growling & Hissing" (1929년 7월 29일) - "Imposing Peace" (1929년 8월 5일) - "Growing Graver" (1929년 8월 26일) - "Blucher v. Chiang" (1929년 9월 2일) | - "Peace" (1929년 9월 9일) - "Manchuria in the Vise" (1929년 12월 2일) - "'Not One Square Inch!'" (1929년 12월 9일) - "400 Million Humiliations" (1929년 12월 16일) |